# Дрімлюга великий
Дрімлюга великий (Caprimulgus indicus) — вид дрімлюгоподібних птахів родини дрімлюгових (Caprimulgidae). Мешкає на Індійському субконтиненті.

## Опис

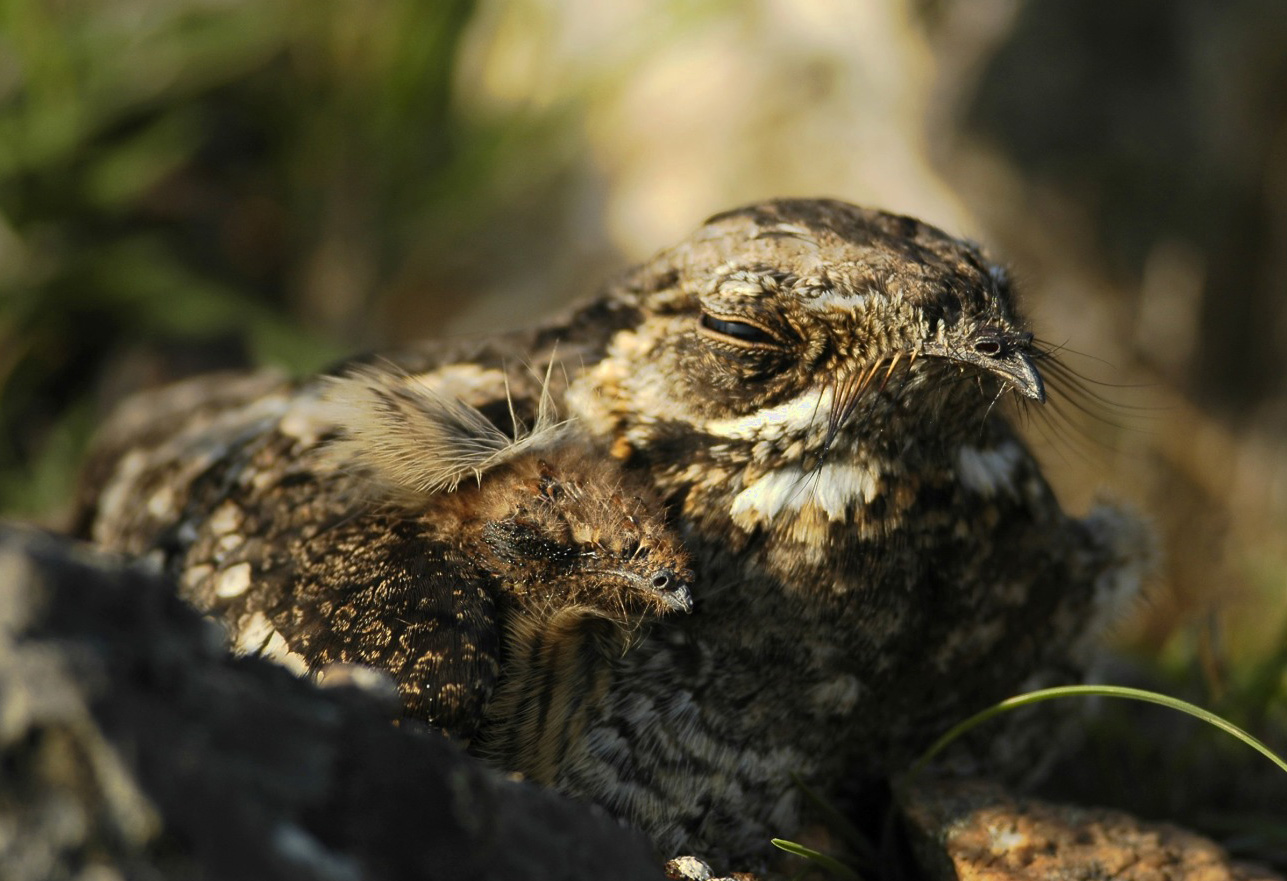
Великий дрімлюга з пташеням (Національний парк Бандіпур)

Довжина птаха становить 21-25 см, вага 60-108 г. Верхня частина тіла рівномірно сіра або коричнювато-сіра, тім'я поцятковане чіткими чорними краплеподібними плямами, на плечах чіткі чорні смужки. Хвіст сіруватий, поцяткований вузькими чорними смугами. У самців на горлі біла пляма, розділена посередині, у самиць на горлі руда пляма, на підборідді руді смуги.

## Підвиди
Виділяють два підвиди:
- C. i. indicus Latham, 1790 — Центральна і Південна Індія;
- C. i. kelaarti Blyth, 1851 — острів Шрі-Ланка.

Маньчжурські і палауські дрімлюги раніше вважалися конспецифічним з великими дрімлюгою.

## Поширення і екологія
Великі дрімлюги мешкають в Індії і на Шрі-Ланці, трапляються в Бангладеш. Вони живуть в сухих тропічних лісах, рідколіссях, саванах і чагарникових заростях, на плях і плантаціях. Зустрічаються на висоті до 2900 м над рівнем моря. Живляться комахами, яких ловлять в польоті. Сезон розмноження в Центральній Індії триває з березня по травень, в Південній Індії з кінця лютого до серпня, на Шрі-Ланці з лютого по липень. Відкладають яйця просто на голу землю. В кладці 2 яйця. Інкубаційний період триває 16-17 днів.